# مالهوستوویتسه
مالهوستوویتسه (به چکی: Malhostovice) یک منطقهٔ مسکونی در جمهوری چک است که در ناحیه برنو-تسوونتری واقع شده‌است. مالهوستوویتسه ۱۱٫۵ کیلومتر مربع مساحت و ۹۲۴ نفر جمعیت دارد و ۲۷۹ متر بالاتر از سطح دریا واقع شده‌است.